# ユーレ・ボガタイ
ユーレ・ボガタイ（Jure Bogataj、1985年4月26日 - ）はスロベニア、クラーニ出身のスキージャンプ選手。

## プロフィール
2003年のノルディックスキージュニア世界選手権団体戦で銀メダル獲得に貢献、スキージャンプ・ワールドカップデビューは2004年1月10日のリベレツで、33位だった。
2005年ノルディックスキー世界選手権代表に選ばれノーマルヒル団体でプリモジュ・ペテルカ、ロク・ベンコビッチ、イェルネイ・ダミヤンとともに銅メダルを獲得した。
2009-2010シーズン終了時点でスキージャンプ・コンチネンタルカップでは通算3勝をあげているがスキージャンプ・ワールドカップでは12位が最高位である。